# Ferdinand Reinhard Gahbauer
Ferdinand Reinhard Gahbauer OSB (* 29. Mai 1945 in Aidenbach; † 28. Januar 2011 in Murnau am Staffelsee) war ein deutscher Priestermönch des Klosters Ettal und Theologe.

## Leben
Er legte am 11. November 1965 die Profess in Ettal ab und wurde ebenda am 15. September 1973 zum Priester geweiht.
Seit 2004 war er Professor für Alte Kirchengeschichte und Patrologie an der Hochschule Heiligenkreuz.
Er war Mitglied der katholischen Studentenverbindung KStV Ottonia München im KV.

## Publikationen (Auswahl)
- Gegen den Primat des Papstes. Studien zu Niketas Seides. Edition, Einführung, Kommentar. Verlag Uni-Druck, München 1975, ISBN 3-87821-131-7 (zugleich Dissertation, München 1975).
- Das anthropologische Modell. Ein Beitrag zur Christologie der frühen Kirche bis Chalkedon (= Das östliche Christentum. Band 35). Verlag Uni-Druck, Würzburg 1984, ISBN 3-7613-0131-6 (zugleich Dissertation, München 1983).
- Primum regnum dei. Die Patriarchalstruktur der Kirche als Angelpunkt der Wiedervereinigung. Die Konzilsrede von Abt Johannes Hoeck. Festgabe für Abt Johannes Hoeck. Benediktinerabtei, Ettal 1987, OCLC 800456706.
- Die Pentarchietheorie. Ein Modell der Kirchenleitung von den Anfängen bis zur Gegenwart (= Frankfurter theologische Studien. Band 42). Knecht, Frankfurt am Main 1993, ISBN 3-7820-0657-7 (zugleich Habilitation, Philosophisch-Theologische Hochschule Sankt Georgen 1991).
- Der orthodox-katholische Dialog. Spannende Bewegung der Ökumene und ökumenische Spannungen zwischen den Schwesterkirchen von den Anfängen bis heute (= Konfessionskundliche Schriften des Johann-Adam-Möhler-Instituts. Band 21). Bonifatius, Paderborn 1997, ISBN 3-87088-948-9.
- Licht aus dem Osten. Vom Geist des christlichen Ostens (= Publikationen der Katholischen Akademie Hamburg. Band 19). Katholische Akademie, Hamburg 2005, ISBN 3-928750-61-5.
- Höhepunkt der Schöpfung. Die Frage nach dem Menschen in der frühchristlichen Literatur. Ein Lehrbuch. Be-&-Be-Verlag, Heiligenkreuz 2008, ISBN 978-3-9519898-1-5.
- Byzantinische Dogmengeschichte. Vom Ausgang des Ikonoklasmus bis zum Untergang Konstantinopels (1453). Be-&-Be-Verlag, Heiligenkreuz 2010, ISBN 978-3-902694-09-6.